# Лежаљке за сунчање
Лежаљка за сунчање је део спољашњег намештаја и намењена је за одмор и опуштање у дворишту, башти, на плажи или поред базена.
Лежаљке се могу правити од разних материјала: дрвета, пластике, метала или у комбинацији тих материјала. 
Дизајниране су тако да омогућавају подешавање наслона за леђа, тако да се на њима може опуштати у седећем или лежећем положају. Такође, лежаљке могу да се израђују са разним додацима као што су наслони за руке, точкићи за лакшу манипулацију и клизне полице за пиће или књигу.